# Tổng công ty Cổ phần Bia - Rượu - Nước giải khát Sài Gòn

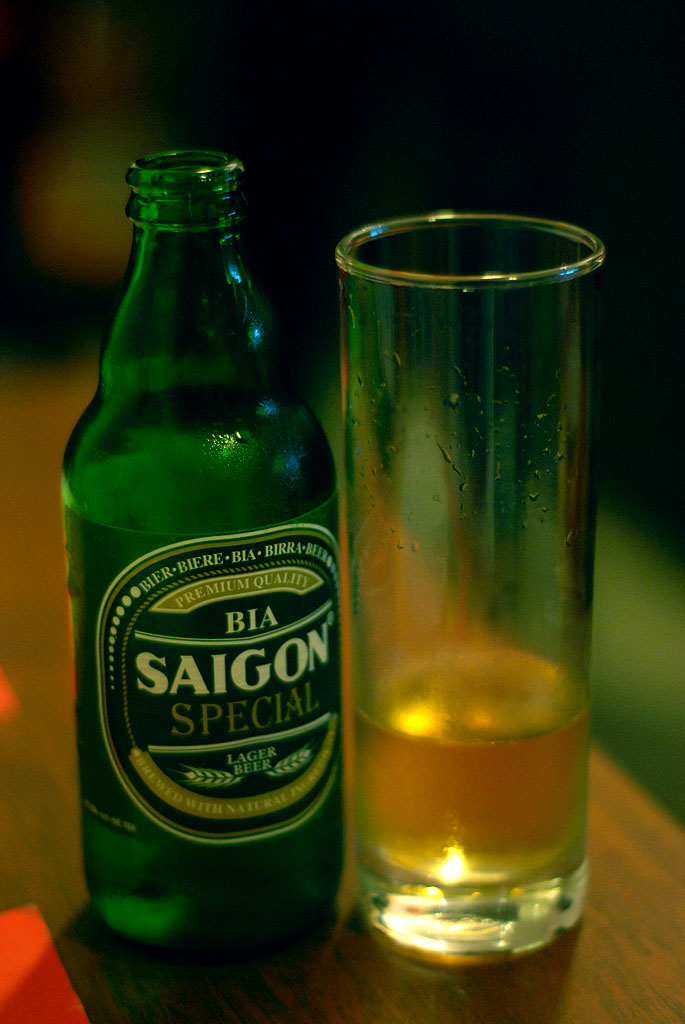
Bia Saigon Special, sản phẩm của Sabeco

Tổng Công ty Cổ phần Bia - Rượu - Nước giải khát Sài Gòn, tên giao dịch SABECO (Saigon Beer-Alcohol-Beverage Joint Stock Corporation), là một doanh nghiệp cổ phần tại Việt Nam. Mặc dù là công ty cổ phần nhưng Nhà nước vẫn nắm gần 90% vốn điều lệ doanh nghiệp này và Bộ Công Thương đóng vai trò là người đại diện phần vốn Nhà nước tại Sabeco (2016). Tổng Công ty là chủ sở hữu của thương hiệu bia Saigon và bia 333. Tháng 12 2017, công ty con của tỷ phú Thái Charoen Sirivadhanabhakdi là Công ty TNHH Vietnam Beverage mua trọn 53,59% cổ phần nhà nước chào bán tại Sabeco với giá tiền là 4,8 tỷ USD.

## Lịch sử

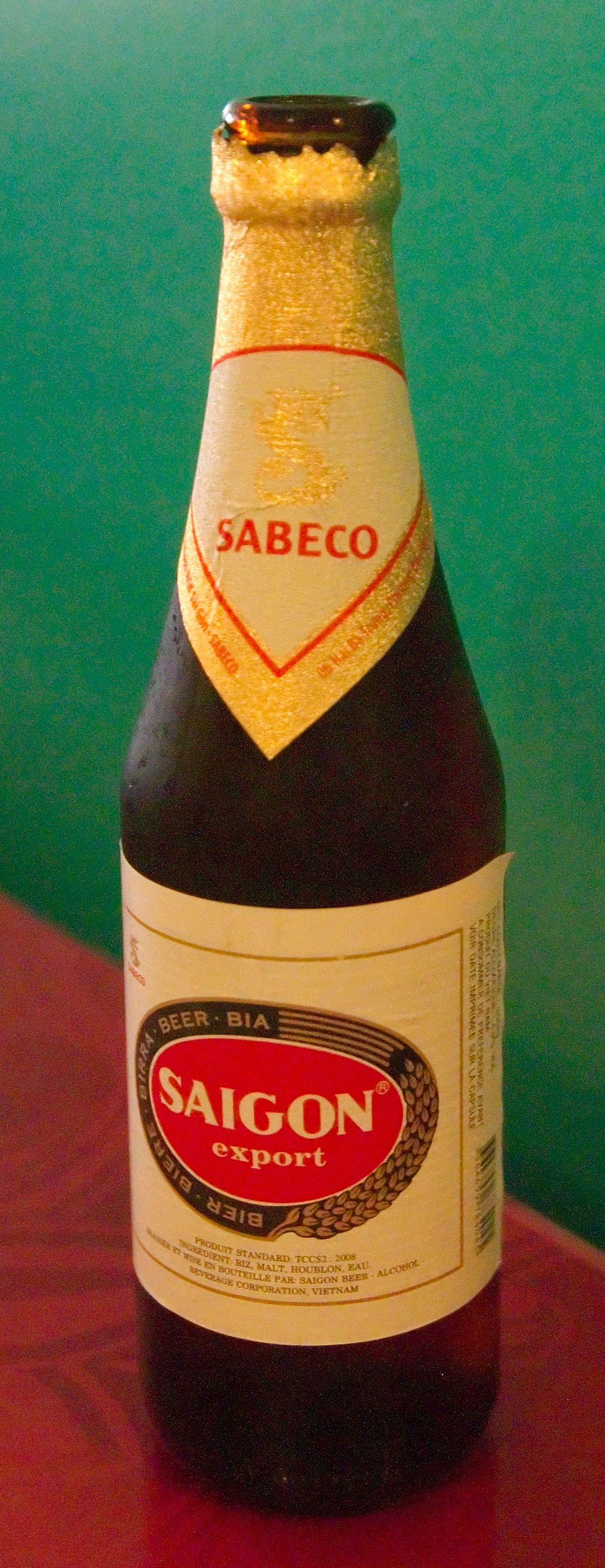
Một chai bia Saigon Export

Tiền thân của công ty là một xưởng bia nhỏ do ông Victor Larue, một người Pháp tại Đông Dương, lập ra tại Sài Gòn vào năm 1875. Ba mươi lăm năm sau, năm 1910, xưởng phát triển thành một nhà máy hoàn chỉnh, sản xuất bia, nước ngọt và nước đá.
Tháng 9 năm 1927, nhà máy được chính thức sáp nhập vào hệ thống hãng BGI của Pháp, và 50 năm sau (năm 1977), được công ty Rượu Bia Miền Nam quản lý. Từ đó, Nhà máy được đổi tên thành Nhà máy Bia Sài Gòn, chuyển sang thời kỳ mới – thời kỳ là đơn vị quốc doanh hoạt động theo cơ chế kế hoạch hóa tập trung của nền kinh tế XHCN.

### Giai đoạn trước năm 1975
Là một nhà máy bia của Pháp được xây dựng từ năm 1875.

### Giai đoạn 1977 - 1988
01/06/1977 Công ty Rượu Bia Miền Nam chính thức tiếp nhận và quản lý Nhà máy Bia Chợ Lớn từ hãng BGI và hình thành nên Nhà máy Bia Sài Gòn
1981 Xí nghiệp Liên hiệp Rượu Bia NGK II được chuyển đổi từ Công ty Rượu Bia Miền Nam
1988 Nhà máy Bia Sài Gòn trở thành đơn vị hạch toán độc lập trực thuộc Xí nghiệp Liên hiệp Rượu Bia NGK II

### Giai đoạn 1988 - 1993
1989 - 1993 Hệ thống tiêu thụ với 20 chi nhánh trên cả nước. Sản phẩm của Công ty Bia Sài Gòn đã có mặt tại Nhật, Úc, Mỹ, EU, Singapore, Hongkong.
1993 Nhà máy Bia Sài Gòn phát triển thành Công ty Bia Sài Gòn với các thành viên mới:
- Nhà máy Nước đá Sài Gòn
- Nhà máy Cơ khí Rượu Bia
- Nhà máy Nước khoáng ĐaKai
- Công ty Liên doanh Carnaud Metalbox Sài Gòn sản xuất lon
- Công ty Liên doanh Thủy Tinh Malaya Việt Nam sản xuất chai thủy tinh

### Giai đoạn 1994 - 1998
1994 - 1998, hệ thống tiêu thụ đạt 31 chi nhánh trên cả nước
1995, Công ty Bia Sài Gòn thành lập thành viên mới Xí Nghiệp Vận tải
1996, tiếp nhận thành viên mới công ty Rượu Bình Tây
1996 - 1998 Thành lập các công ty liên kết sản xuất Bia Sài Gòn với các thành viên 
- Nhà máy Bia Phú Yên
- Nhà máy Bia Cần Thơ

### Giai đoạn 1999 - 2002
2000, Hệ thống Quản lý Chất lượng của BVQI - ISO 9002:1994
2001, Hệ thống Quản lý Chất lượng của BVQI - ISO 9001:2000
Năm 2000, Công ty Bia Sài Gòn là doanh nghiệp sản xuất bia đầu tiên của Việt Nam đạt và vượt mốc sản lượng 200 triệu lít/năm
Thành lập các công ty liên kết sản xuất bia 
- 2001 Công ty Bia Sóc Trăng
- Nhà máy Bia Henninger
- Nhà máy Bia Hương Sen
- 2002 Công ty Liên doanh Bia Cần Thơ
- Nhà máy Bia Hà Tĩnh

Thành lập Tổng kho tại Nha Trang, Cần Thơ và Đà Nẵng

### 2002 - hiện nay
Tháng 7/2003 Thành lập Tổng công ty Bia - Rượu - NGK Sài Gòn SABECO trên cơ sở Công ty Bia Sài Gòn và tiếp nhận các thành viên mới: 
- Công ty Rượu Bình Tây
- Công ty Nước giải khát Chương Dương
- Nhà máy Thủy tinh Phú Thọ
- Công ty Thương mại Dịch vụ Bia - Rượu - NGK Sài Gòn

2004 Thành lập Tổng công ty Bia - Rượu - NGK Sài Gòn SABECO chuyển sang tổ chức và hoạt động theo mô hình Công ty mẹ - công ty con theo quyết định số 37/2004/QĐ-BCN của Bộ trưởng Bộ Công nghiệp.
SABECO đạt sản lượng hơn 403 triệu lít bia các loại, trong đó có 268 triệu lít bia sản xuất tại đại bản doanh Công ty Bia Sài Gòn. Số còn lại gia công tại 10 nhà máy bia địa phương.
2006 Hoàn chỉnh hệ thống phân phối trên toàn quốc với 8 Công ty CPTM SABECO khu vực
2007 Tổng công ty Bia - Rượu - NGK Sài Gòn SABECO liên tục phát triển lớn mạnh với chủ đạo là sản xuất, kinh doanh các sản phẩm Bia Sài Gòn và đầu tư mới trên nhiều lĩnh vực, sản phẩm khác.
2008 Tổng Công ty Bia - Rượu - NGK Sài Gòn chuyển đổi thành Công ty Cổ Phần Bia - Rượu - NGK Sài Gòn và chính thức đưa vào hoạt động Nhà máy bia Sài Gòn Củ Chi, đây là nhà máy bia lớn nhất Đông Nam Á.
Ngày 06/12/2016, cổ phiếu SABECO chính thức lên sàn HOSE với giá khởi điểm 110.000 đồng.
Hiện nay Tổng công ty Bia - Rượu - NGK Sài Gòn SABECO có tổng cộng 28 thành viên.
Từ năm 2018 đến nay, Tổng Công ty Bia - Rượu - NGK Sài Gòn là 1 trong 2 nhà tài trợ chính của câu lạc bộ Leicester City F.C. Đội đang thi đấu tại ngoại hạng Anh, hạng đấu cao nhất của nước Anh.

## Sở hữu
Việc Vietnam Beverage mua thành công toàn bộ 53,59% cổ phần tại Sabeco do nhà nước Việt Nam bán ra (18/12/2017), đồng nghĩa là doanh nghiệp Thái Lan đã gián tiếp sở hữu và có quyền chi phối hoạt động của Sabeco và thâu tóm thành công một thương hiệu có mạng lưới phân phối và hoạt động hiệu quả nhất trong ngành bia rượu tại Việt Nam. Công ty TNHH Vietnam Beverage, công ty thành lập tháng 10/2017 tại Hà Nội với vốn điều lệ 681 tỉ đồng. Đây là công ty hoạt động trong lĩnh vực tư vấn quản lý (không bao gồm tư vấn pháp luật, tài chính, kế toán, kiểm toán, thuế và chứng khoán), lập trình máy tính, tư vấn máy tính và quản trị hệ thống máy tính. Công ty này được Công ty CP Đầu tư F&B Alliance Việt Nam sở hữu 100%. Công ty Beerco Limited lại sở hữu 49% F&B Alliance Việt Nam. Beerco Limited lại là công ty được sở hữu 100% bởi Thai Beverage - tập đoàn đồ uống Thái Lan thuộc sở hữu của tỷ phú Charoen Sirivadhanabhakdi có trụ sở tại Hồng Kông – Trung Quốc.